# Dasyhelea decempunctata
Dasyhelea decempunctata är en tvåvingeart som först beskrevs av Frederick Askew Skuse 1889.  Dasyhelea decempunctata ingår i släktet Dasyhelea och familjen svidknott. Inga underarter finns listade i Catalogue of Life.